# 眷村黑話
眷村黑話，指臺灣昔日眷村內流行的黑話。

## 歷史
這些詞彙源自中國各省方言、青幫與紅幫的暗語、臺語黑話，有些在今日已鮮少使用或被當作過時的用法。
在過去，這些詞彙常因文化背景不同而不易理解，造成溝通上的困難。就以警察為例，眷村俗稱警察為「條子」。但黑話也會改變，2000年代後的臺灣現代社會，更常使用「鴿子」（警徽上有鴿子的圖案）、「波麗士」（音譯英文的police）、「賊頭」（源於臺語黑話，即戲稱警察為盜賊的領袖，能管理盜賊）、「戴帽子的」（源於臺語黑話)、「探長」（源於香港警察）等。
然而，有部分語彙借由媒體、外省籍藝人和人口的流動帶至眷村以外的地方，融入普羅大眾的生活中，為社會所接受。而美國電影中出現的俗語，也有使用眷村黑話來翻譯者。一個顯著的例子是cop（警察）幾乎都被譯成「條子」。

## 外部連結
- 台灣眷村光陰的故事（页面存档备份，存于）
- 王偉忠談軍宅 「一筆糊塗帳」
- 大啖眷村菜 王偉忠憶兒時"黑話"（页面存档备份，存于）
- 媾女、鎅票、葛根湯（李碧華）（页面存档备份，存于）